# بيل كاريك
بيل كاريك (بالإنجليزية: Bill Carrick)‏ هو لاعب كرة قاعدة أمريكي، ولد في 5 سبتمبر 1873 في إيري في الولايات المتحدة، وتوفي في 7 مارس 1932 في فيلادلفيا في الولايات المتحدة.

## وصلات خارجية
- بيل كاريك على موقعبيزبول رفرنس.كوم (الدوري الرئيسي) (الإنجليزية)
- بيل كاريك على موقعبيزبول رفرنس.كوم (الدوري الثانوي) (الإنجليزية)